# Варгавка-Стара
Варгавка-Стара (пол. Wargawka Stara) — село в Польщі, у гміні Вітоня Ленчицького повіту Лодзинського воєводства.
У 1975-1998 роках село належало до Плоцького воєводства.